# Centre nationaliste canarien
Le Centre nationaliste canarien (en espagnol : Centro Canario Nacionalista) (CCN) est un parti politique espagnol de type régionaliste fondé le 15 septembre 1992.

## Description
Le parti vise à défendre les intérêts des îles Canaries.

### Biographie
- (es) Salvador Lachica, « Historia de un invento », sur eldiario.es, 14 juin 2015 (consulté le 15 octobre 2016)